# V-day

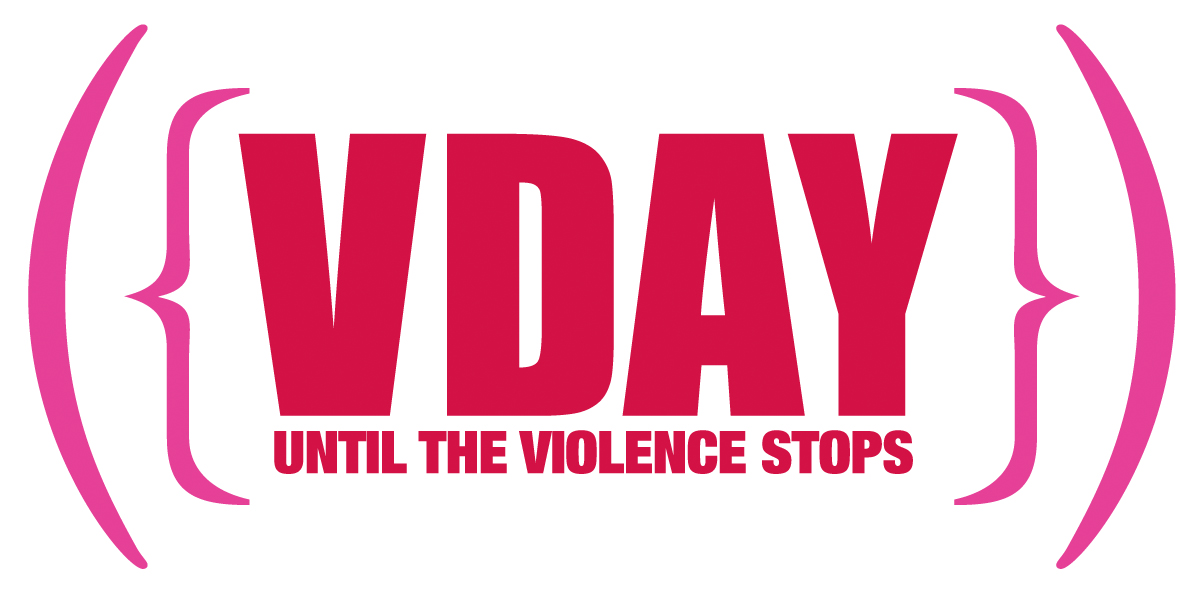
Logo del proyecto V-day

El proyecto de V-day se basa en la producción de la obra Los monólogos de la vagina de Eve Ensler. Es una campaña sin fines de lucro que busca establecer una conexión entre el amor y respeto a las mujeres, y el fin de la violencia contra ellas.
En el nombre, la "V" viene de "San Valentín", "vagina" y "victoria" ya que el día oficial de V-day es el 14 de febrero, que se celebra en muchos países como el Día de San Valentín. 
Cada año, entre el primero de febrero y el ocho de marzo, cuando se celebra el Día Internacional de la Mujer, grupos de voluntarios alrededor del mundo llevan al escenario la obra de Ensler para recaudar fondos en ayuda a sus programas regionales que combaten la violencia contra las mujeres y las niñas, incluyendo refugios para las víctimas de violencia doméstica y centros de apoyo para las víctimas de violación sexual.
En el 2007 se celebraron más de 3000 eventos en 1150 universidades y otras comunidades alrededor del mundo. Hasta la fecha, en proyecto de V-day ha recaudado más de $40 millones de dólares y educado a millones de personas acerca de la violencia doméstica y los esfuerzos por eliminarla. También dio origen al programa Karama en el Oriente Medio y ayudó a fundar más de 5000 programas comunitarios y refugios en Kenia, Egipto e Irak.